# 足島
足島（あしじま）は、宮城県牡鹿郡女川町にある島である。女川港より南東約14キロメートルに位置する牡鹿諸島のひとつ。
江島の南東方沖約1キロメートルの太平洋上にある無人島で、大きさは、面積約90,000平方メートル・標高は最大で47メートル。
ウミネコおよびウトウの繁殖地として、江島等とともに国の天然記念物「陸前江島のウミネコ及びウトウ繁殖地」と、宮城県指定江ノ島列島鳥獣保護区に指定されている。オオミズナギドリも少なくとも1973年にはこの島で確認されている。また、先述のように牡鹿諸島の一部であるが、この諸島は南三陸金華山国定公園（2015年3月31日、三陸復興国立公園に編入）に指定されている。

## 所在地
- 緯度経度：北緯38度23分18秒 東経141度36分13秒
- 郵便番号：986-2212[2]
- 住所：宮城県牡鹿郡女川町江島